# 植被
| 冰原 苔原 針葉林 溫帶闊葉林 溫帶草原 亞熱帶雨林 | 地中海灌木林 季風林 荒漠 耐旱灌木地 乾草原 半荒漠 | 草地莽原 稀樹莽原 亞熱帶旱林 熱帶雨林 高山苔原 山地森林 |

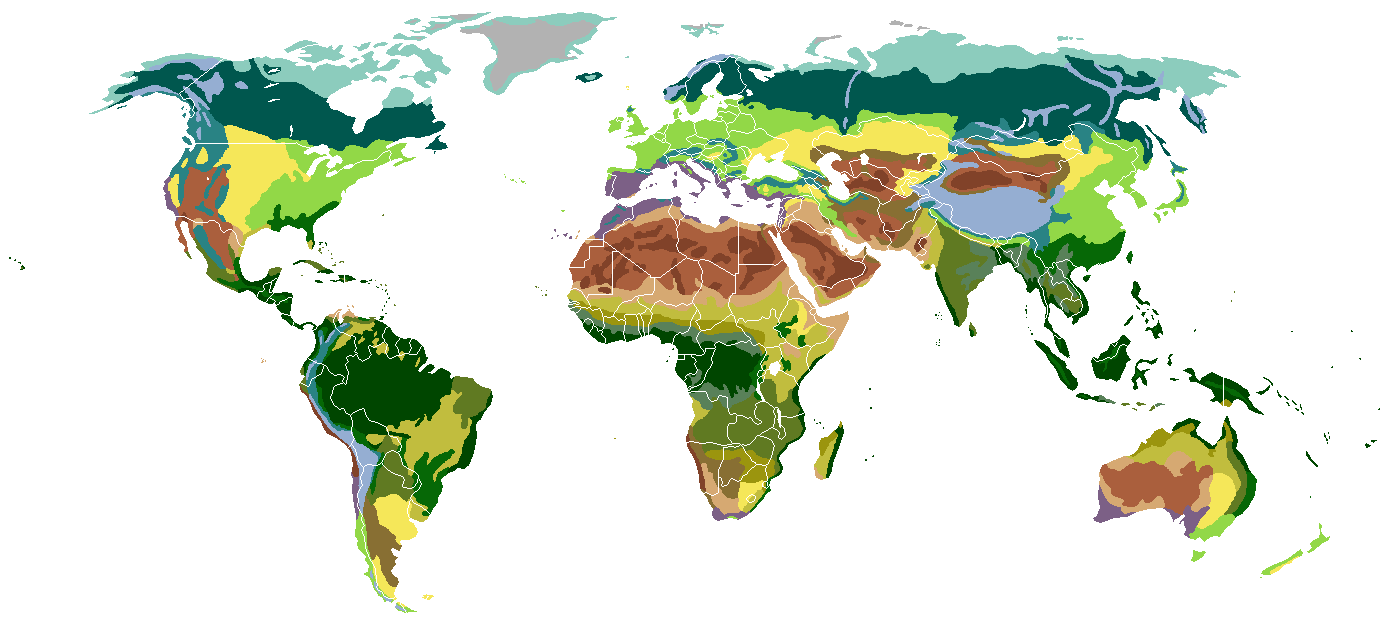
世界植被分區圖

植被，亦可称为 植群，是地球表面某一地区所覆盖全体植物的总称。它是一个植物学、生態学、农学和地球科学的名词。
植被可以因为生长环境的不同而被分类，譬如高山植被、草原植被、海岛植被等。
環境因素如光照、溫度和雨量等會影響植物的生長和分布，因此形成了不同的植被。

## 熱帶雨林

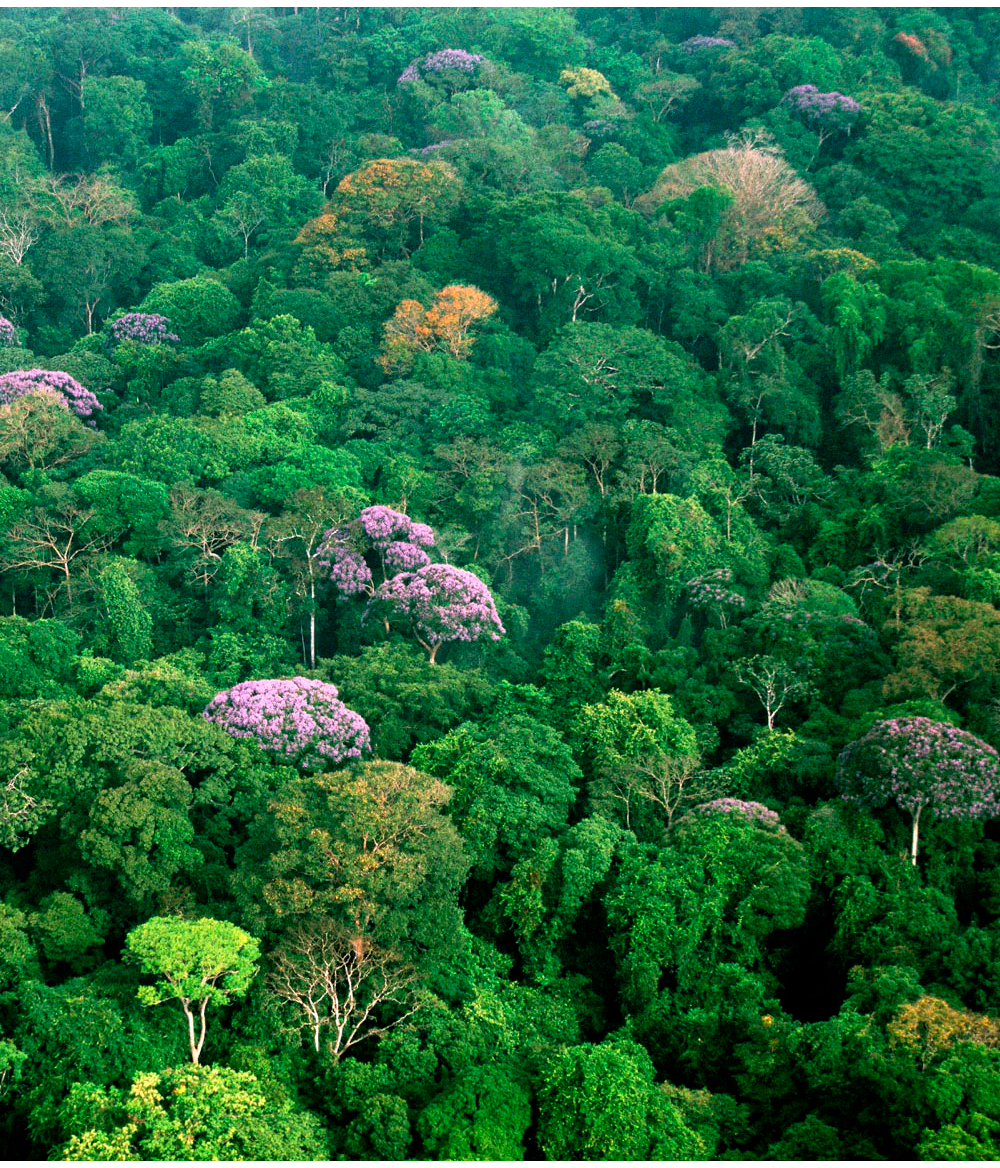
巴拿馬的熱帶雨林

多位於低緯度熱帶地區，南北緯約10度之間，如南美洲、非洲和東南亞附近的熱帶雨林。雨量充足，年雨量在2,000公厘以上，無明顯乾溼季之分；溫差小，平均溫約攝氏25 ~ 27度。以常綠闊葉樹為主。森林層次複雜，可以分成地被層、草本層、灌木層、亞喬木層、喬木層和樹冠層等。為爭取陽光，有些樹種可以長到80公尺以上。

## 熱帶旱林

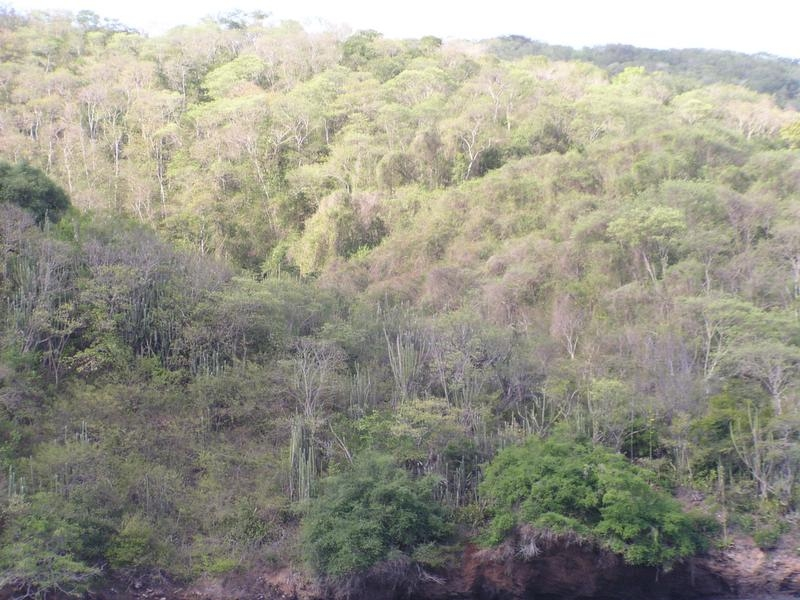
千里達及托巴哥的熱帶旱林

位於緯度約10 ~ 25度之間，主要分布於熱帶雨林南北兩側，如非洲、南美洲雨林的南北兩側及印度的森林。和熱帶雨林比較，熱帶旱林有明顯的乾、溼季之分；隨著季節變化，林相會做出不同的改變。乾季時，樹木的大部份樹葉會掉光，以減少水份散失；當雨季來臨時，充沛的雨量會迅速將森林重新綠化起來。

## 熱帶草原

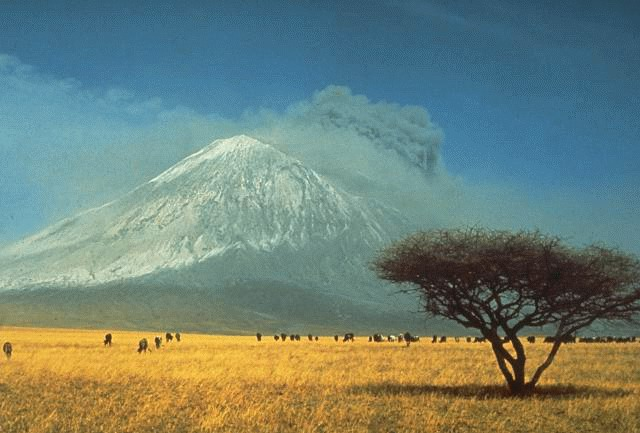
坦尚尼亞北部的熱帶草原

位於緯度約10 ~ 20度之間，但較熱帶旱林更為乾燥，如非洲的疏林草原。由於雨季短、乾季長，使得森林不易生長，而形成草原的自然景觀。雨季多在夏季，其餘時間通常久旱無雨。時常發生的火災使得該區沒有茂密的森林，草地在火災過後很快生成，留存下來的樹木通常有著相當程度的防火能力。

## 荒漠

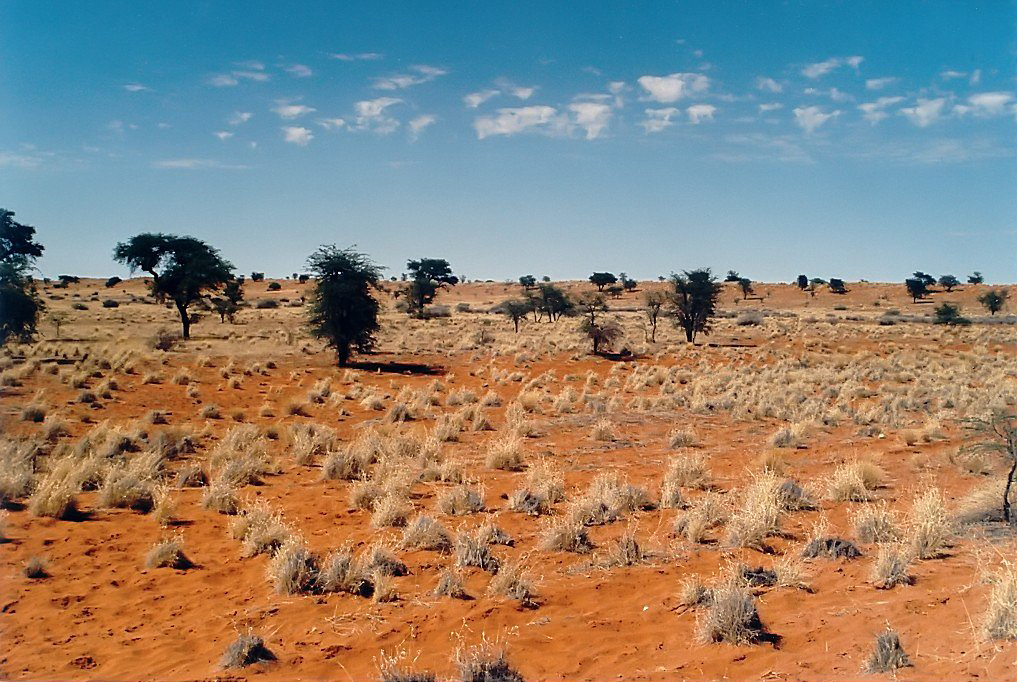
非洲南部的喀拉哈里沙漠

荒漠主要分為兩個區域，一個為北緯30度，另一個為南緯30度。其主要分布於大陸內陸區或背風的山區，雨量在300公厘以下，蒸發量大於降水量，日夜溫差大，如撒哈拉沙漠、戈壁沙漠等。隨著地點的不同，降雨量和氣溫也有很大的不同，如智利阿塔卡马沙漠位於熱帶，且幾乎全年無雨，北美的索诺兰沙漠卻有每年近300公釐的雨量，而蒙古的戈壁沙漠冬季均溫則可降至攝氏零下20度。主要植物為仙人掌、矮灌木及草本植物等耐旱植物。

## 地中海灌木林

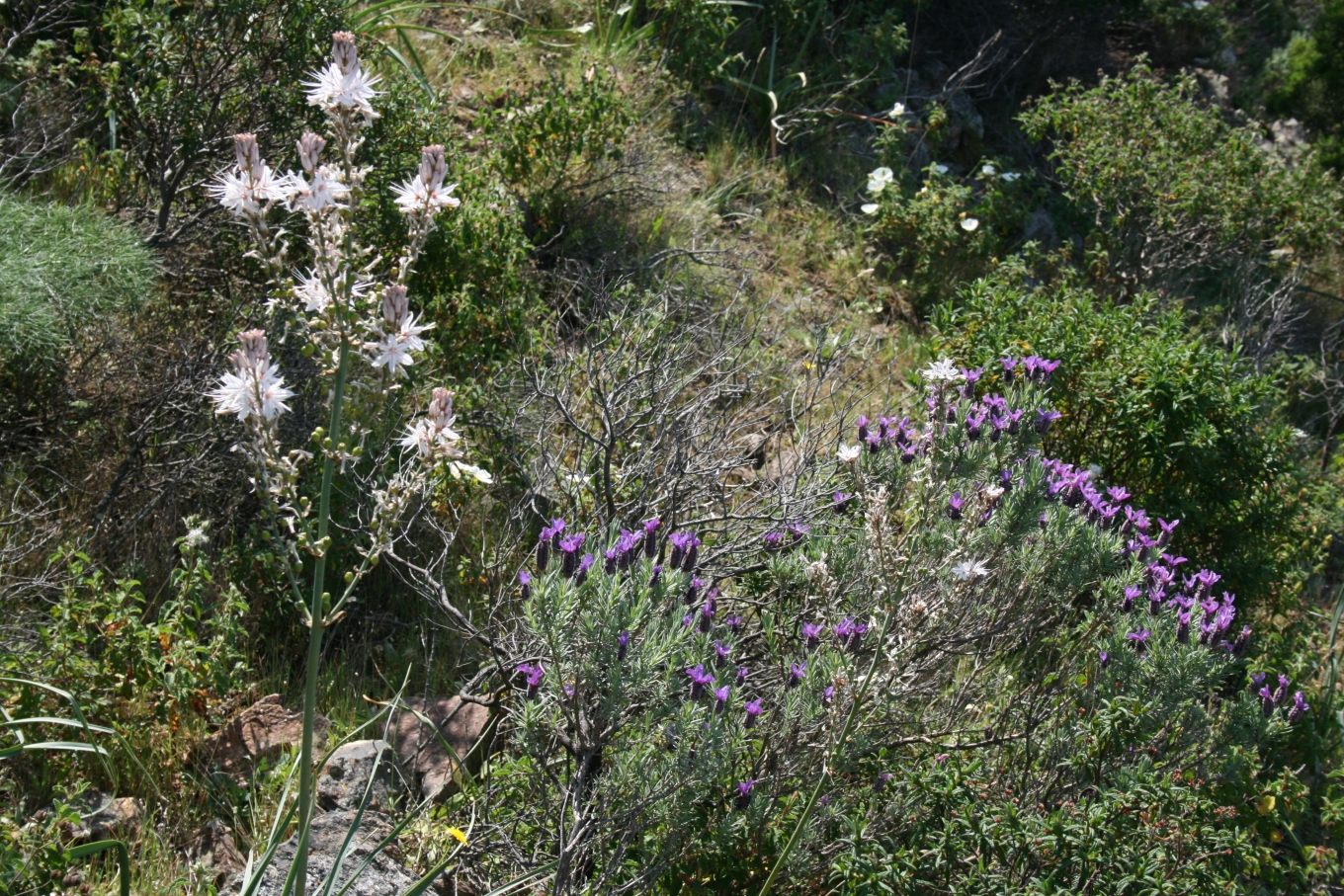
科西嘉的硬葉灌木地

分布於南北緯30 ~ 40度左右的地區，夏乾熱，秋冬春涼且潮溼，全年氣候溫和，如地中海地區、美國加州、南非開普敦地區等。主要植物以硬葉灌木植物為主。夏季的旱季時常發生火災，因此此區的樹木都有相當的防火能力；灌木則生長週期短暫，在濕季迅速生長，旱季死亡，以避開旱災和火災。

## 溫帶草原

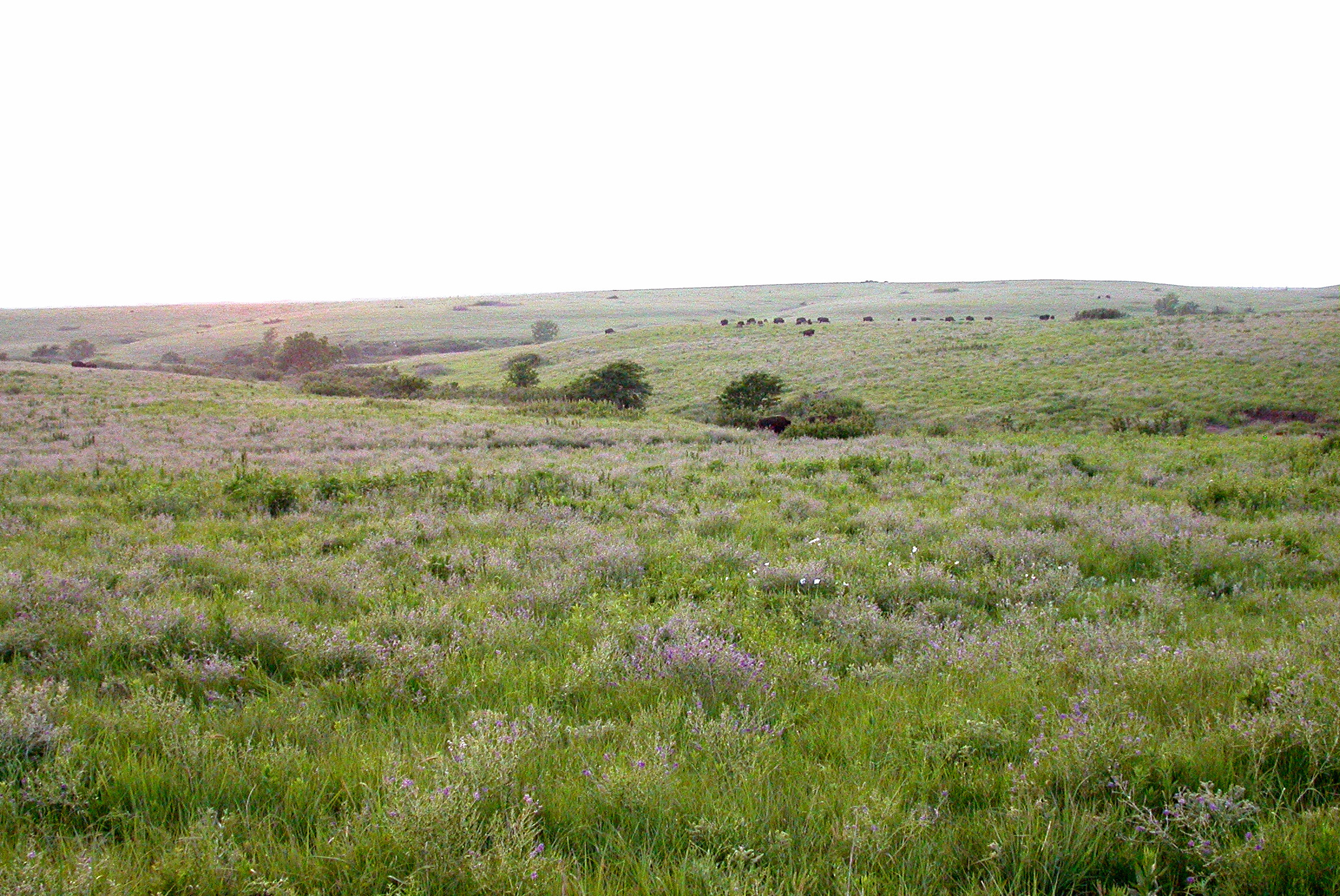
美國堪薩斯州的溫帶草原

分布緯度與溫帶森林相似，但年雨量較少，約300 ~ 1,000公厘，如美國中西部、阿根廷及東歐、中亞至蒙古的大草原。降雨量不足以使樹林生長，但也不致於形成沙漠，主要植物以禾本科及菊科等草本植物為主。

## 溫帶森林

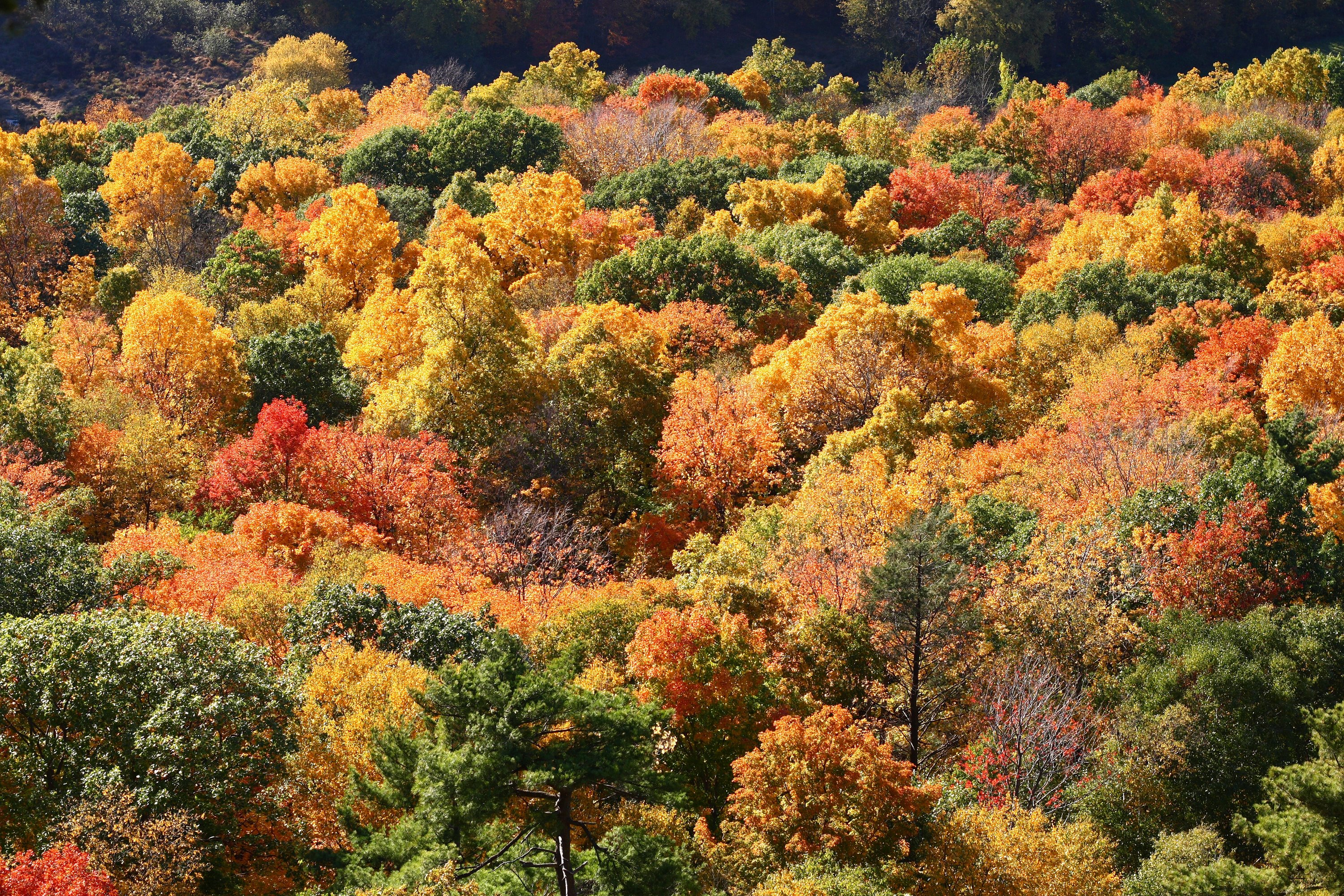
美國康乃狄克州的溫帶森林

位於緯度約30 ~ 55度之間，然而，生物群系主要分布緯度40 ~ 50度之間，年雨量約650 ~ 3,000公厘以上，如東亞、西歐及美國東部的溫帶闊葉林。以闊葉樹為主，如楓、橡、榆等。樹葉在秋、冬季時會凋落，以減少水份及能量喪失，因此被稱為落葉樹。
這個地區是受到人類影響最大的地方。數千年來，人類砍伐樹木，發展農業。今天，世界大部份的溫帶原始森林均已消失；在北美西部，只有1 ~ 2%的溫帶原始森林仍然留存。

## 北方針葉林

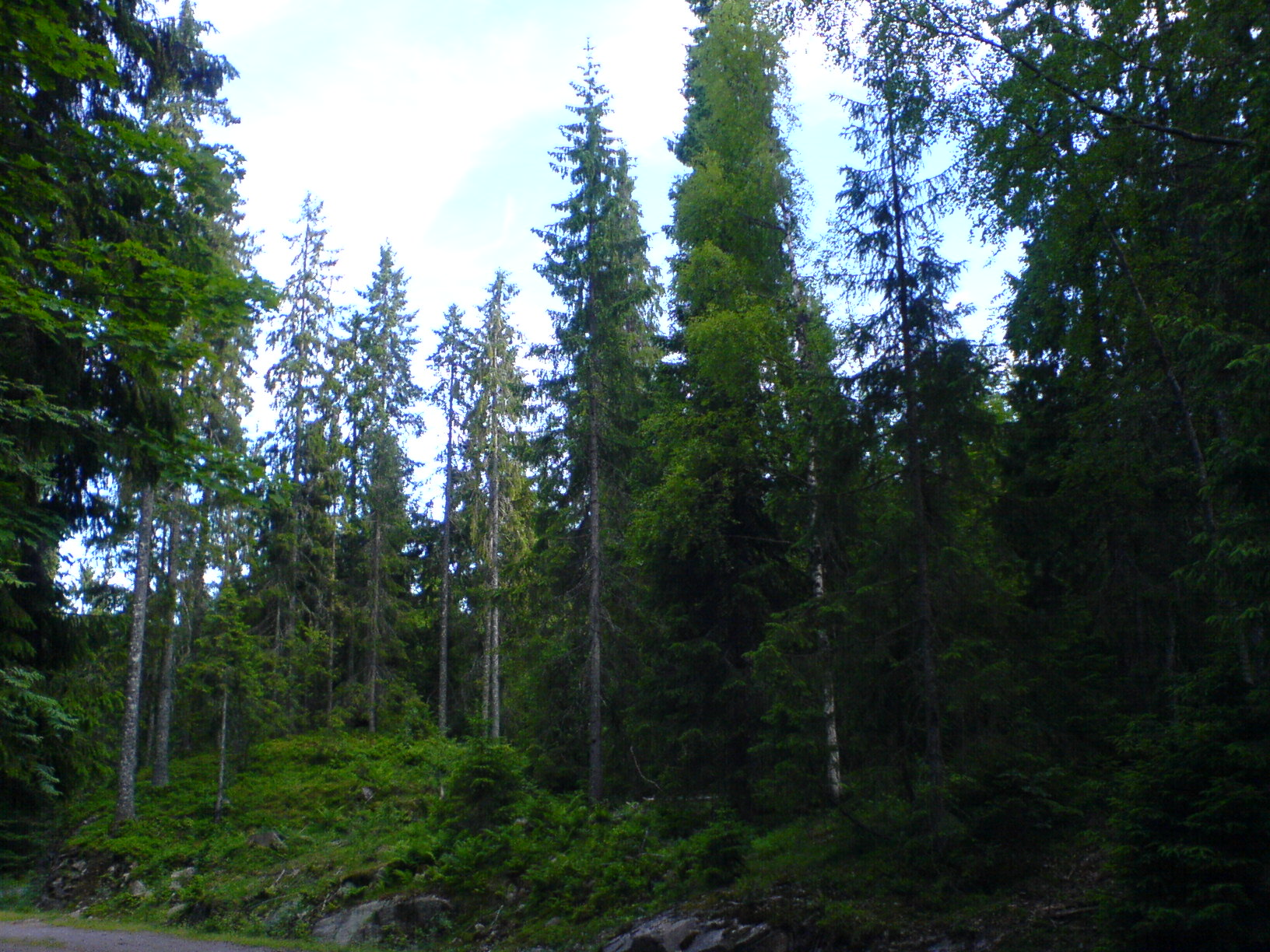
挪威的針葉林

分布於高緯度地區，如歐亞大陸北部及加拿大、阿拉斯加的針葉林。冬季長而嚴寒、生長季短。年雨量約200 ~ 600公厘。以裸子植物為主，如松、柏、杉等。終年常綠。樹葉呈針狀，可以減少水份散失。

## 苔原

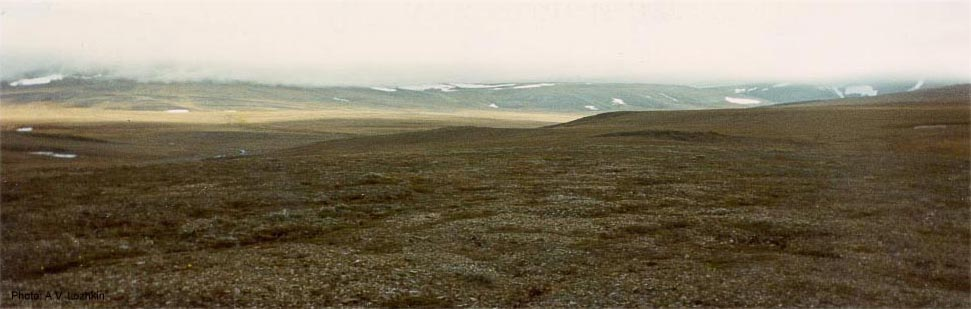
弗兰格尔岛的苔原

又稱為寒原或凍原。分布於極地高緯度地區。降水量低、生長季短。主要植物為苔蘚、地衣及矮小灌木等。夏季短，植物在短暫的生長季節迅速開花結果。

## 山地

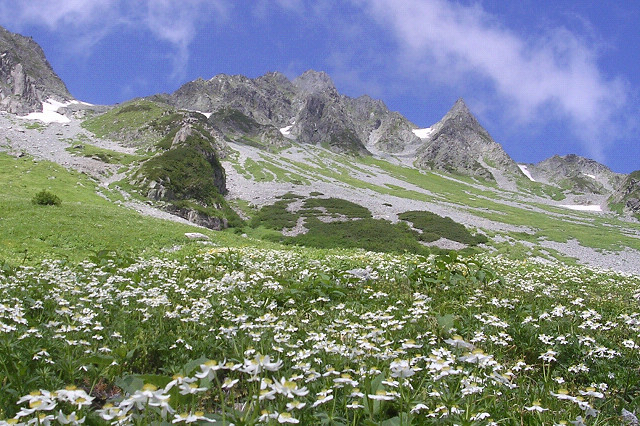
日本涸沢岳附近的高山植物

山地的環境和植被隨著海拔的變化而有所不同。海拔越高，氣溫也越低。一些低緯度地區的高山上，常可以見到類似高緯度地區的植被。
在年平均溫度低於10℃的高山地帶，樹木不易生長，在森林所能到達的最高海拔，稱為林線。高山地區由於常年低溫、地形陡峭、表面土壤稀少、強風吹襲、烈日照射等自然環境因素，不適合樹木生長，因此高山植物大多為矮小的灌木或草本植物。由於生長季節短、動物媒介少，高山寒原的植物大多具有鮮豔的花朵或果實，以吸引動物媒介傳播花粉、種子。

## 延伸閱讀
- Breckle, S.-W. 2002. Walter's Vegetation of the Earth. 4th ed. New York: Springer-Verlag.

## 另見
- 生物圈